# ژولیو سزار مورنو
ژولیو سزار مورنو (اسپانیایی: Julio César Moreno‎؛ زادهٔ ۲۷ سپتامبر ۱۹۶۹) یک مربی فوتبال اهل شیلی است.